# Квинт Мелий
Квинт Мелий (Quintus Maelius) e политик на Римската република от края на 4 век пр.н.е.
Произлиза от плебейската фамилия Мелии.
През 320 пр.н.е. той е народен трибун заедно с Луций Ливий и Тиберий Нумиций.
Консули са Луций Папирий Курсор и Квинт Публилий Филон. Отмъщава се за голямата загуба на римляните в битката при Каудинийските проходи (през 321 пр.н.е.) от самнитите по време на втората самнитска война.